# 塔德乌什·德姆邦奇克
塔德乌什·德姆邦奇克（波蘭語：Tadeusz Dembończyk，1955年12月23日—2004年2月11日），波兰男子举重运动员。他曾代表波兰参加1980年夏季奥林匹克运动会举重比赛，获得男子56公斤级铜牌。